# Sasà Salvaggio
Sasà Salvaggio, pseudonimo di Rosario Salvaggio (Cinisello Balsamo, 17 agosto 1968), è un comico, attore teatrale e personaggio televisivo italiano.

## Biografia
I suoi genitori, Gaetano Salvaggio e Giovanna Macaluso, si trasferiscono con tutta la famiglia a Palermo, loro terra d'origine, quando lui aveva sei anni. Inizia la carriera nel mondo dello spettacolo nel 1992, debuttando in una trasmissione comica di sua creazione intitolata Non è la Rai, non è Canale 5, ma allora che schifiu è dove ridoppiava in dialetto palermitano i personaggi in alcune scene dei film a cartoni animati Disney.
Due anni dopo è l'ideatore della trasmissione Sgrilla la notizia in onda sull'emittente palermitana TGS, una parodia del programma satirico Striscia la notizia. Proprio l'ideatore della trasmissione di Canale 5, Antonio Ricci, si accorge di lui e lo arruola per il suo programma, inviandolo soprattutto nella sua città d'adozione, Palermo. Dopo aver curato per anni la redazione siciliana del programma, nel periodo di aprile, maggio e giugno del 2004 conduce in studio insieme a Luca Laurenti, situazione che si ripeterà negli anni seguenti.
Come attore di teatro ha debuttato nel 1993 al Teatro Lelio di Palermo, facendo registrare il tutto esaurito per tre mesi. Nel 1996 recita nello spettacolo Sembra serio ma fa ridere. Nel 1999 è in scena con Dialetti e pubblicità. Nel 2002 il suo spettacolo Siciliani brava gente viene registrato e pubblicato in DVD; nel 2004, al Teatro Politeama di Palermo, è in scena Siciliani brava gente 2. Tra il 2007 e il 2008 ha recitato in Sasào Meravigliao, parodia della canzone Cacao Meravigliao della trasmissione televisiva di Rai 2 Indietro tutta! (1987-1988) con la conduzione di Renzo Arbore e Nino Frassica e I Love Sicilia. Nel 2002 presenta il Carnevale di Sciacca, nell'occasione, l'organizzazione gli dedica un carro. Nel 2008 ha partecipato al videoclip dei Combomastas intitolato U tagghiamu stu palluni (in italiano Lo tagliamo questo pallone) relativo al brano di un gruppo emergente che denuncia i disagi della quotidiana vita palermitana. Tale video ha ricevuto il premio dall'Università IULM di Milano come miglior videoclip dell'anno per la comunicazione sociale.
Nel 2009 vince un Oscar al Sicilian Film Festival di Miami, con il DVD sottotitolato in inglese Racconti di Sicilia come miglior documentario sulla storia e l'ironia dei siciliani. Nel 2010 è testimonial delle promozioni di Chateau d'Ax, in onda all'interno della trasmissione Zelig su Canale 5. Nel 2011 è ospite su Rai 2 a L'isola dei famosi come opinionista; inoltre si esibisce al Saturday Night Live su Italia 1. Nel 2013 debutta con il tour teatrale Risate all'italiana in scena nelle città di Torino, Bologna, Milano (allo Zelig) e Roma. Il tour si conclude al Teatro al Massimo di Palermo con lo spettacolo I miei primi 20 anni, registrando il tutto esaurito. A dicembre ritorna sul palco del Teatro al Massimo con il nuovo spettacolo: I miei primi 20 anni 2. Nel 2022 prende parte a Incastrati, serie su Netflix scritta, diretta e interpretata da Ficarra e Picone.

## Televisione
- Stasera si ride (Telecolor)
- Non è la Rai, non è Canale 5, ma allora che schifiu è (varie tv)
- Sgrilla la notizia (TGS, Antenna Sicilia, Telecolor)
- Telefantino (Telecolor)
- Sasà Number Show (TGS)
- Le avventure di Don Saro (TGS)
- Insieme (Antenna Sicilia)
- Viaggiando per la Sicilia (TGS)
- Viaggiando per gli Usa (TGS, Telecolor)
- Sasà Salvaggio Show (TGS, Antenna Sicilia)
- TeleSasà (TRM, Med1)
- Circo per l'estate (Rete 4)
- Se sbagli ti mollo (Rai 2)
- In viaggio con Sasà (Rete 4)
- Quelli che... il calcio (inviato per le partite del Palermo) (Rai 2)
- Due sul divano (LA7)
- Tappeto volante (TMC)
- Paperissima Sprint (Canale 5)
- Paperissima (Canale 5)
- Striscia la notizia (inviato dalla Sicilia) (Canale 5)
- Striscia la Notizia (inviato per il Festival di Sanremo) (Canale 5)
- Verissimo (Canale 5)
- La sai l'ultima? - Vip (Canale 5)
- Striscia la notizia (conduttore con Luca Laurenti) (Canale 5)
- Notte della moda (conduttore con Emanuela Folliero) (Rete 4)
- Oscar tv (Rai 1)
- Linea Verde (Rai 1)
- Premio Stefania Rotolo (Rai 1)
- Unomattina (Rai 1)
- Notte delle sirene (conduttore con Adriana Volpe) (Rai 2)
- Viaggiando in Sicilia (Rai International)
- Speciale calcio (Sky)
- Passaparola (Canale 5)
- Futtitinni News (Antenna Sicilia)
- Incastrati, regia di Ficarra e Picone - serie TV (2022-2023)

## Opere letterarie
- Cenè X Tutti, 2000
- Siciliani brava gente!, 2007